# Skalenfrage
Eine Skalenfrage oder auch Skalierungsfrage dient in der Systemischen Therapie, aber auch im Kontext von Beratung, Coaching, Supervision oder Training der Operationalisierung "weicher Realitäten" und subjektiver Wahrnehmung. 
Die Skalenfrage wird angewendet, indem zunächst zu einem Begriff, der in der Regel nicht objektiv messbar ist, eine Skala gebildet wird. Häufig geht es dabei um Begriffe, die „weiche Realitäten“ im Gegensatz zu „harten Fakten“ beschreiben, wie zum Beispiel Motivation, Teamfähigkeit oder Zufriedenheit. In der Beratung, Therapie oder anderen helfenden Gesprächskontexten können so Wahrnehmungen, Einschätzungen, Eindrücke, Gefühle und Fortschritte besprochen und verglichen werden.
Die am häufigsten verwendete Skala beginnt mit dem Wert 0 und endet mit dem Wert 10. Es können aber auch Skalen mit anderen Werten gebildet werden. Der Wert 10 repräsentiert üblicherweise die maximale Ausprägung, 0 repräsentiert die minimale Ausprägung des Begriffs. Mit Hilfe eines Wertes zwischen dem niedrigsten und größten Skalenwert kann auf der Skala ein Begriff auf der Grundlage der eigenen subjektiven Wahrnehmung eingeschätzt und gemessen werden. 
Soll zum Beispiel Motivation quantifiziert werden, bedeutet der Wert 0 keine Motivation, und der Wert 10 maximale Motivation. Mit Hilfe der Skalenfrage „Auf einer Skala von 0 bis 10, wie würden Sie Ihre Motivation im Moment einschätzen?“ kann die befragte Person eine entsprechende Einschätzung vornehmen, ohne genau definieren zu müssen, was der gewählte Wert auf dieser Skala bedeutet. 
Dabei bedient sich die Skalenfrage anerkannter mathematischer Gesetze, wonach zum Beispiel 1 kleiner als 2 und 6 größer als 5 ist, es handelt sich somit bei dem Wertebereich auf dem Ordinalskalenniveau. Veränderungen drücken sich durch veränderte Zahlenwerte aus und können so leichter wahrgenommen und untersucht werden. 
Die Skalenfrage wird daher eingesetzt um:
- über „weiche“ Begriffe zu sprechen, ohne sie genau definieren zu müssen,
- „weiche“ Realitäten oder subjektive Eindrücke vergleichbar zu machen,
- Unterschiede und Veränderungen zu fokussieren,
- differenzierte Selbstbeobachtung anzuregen.